# Stadio Leonardo Garilli
Lo stadio comunale Leonardo Garilli è un impianto sportivo multifunzione italiano di Piacenza.
Inaugurato nel 1969 come stadio Comunale, è intitolato dal 1997 alla memoria dell'ingegnere Leonardo Garilli, che fu presidente del Piacenza dal 1983 al 1996, anno della sua morte, ed artefice della tripla promozione del club dalla C2 alla serie A. Viene chiamato anche Stadio Galleana, dal nome della zona in cui sorge.
Oltre a ospitare, fin dall'inaugurazione, gli incontri interni del citato Piacenza, fu anche terreno interno del Pro Piacenza tra il 2014 e il 2019 nonché dell'omonima compagine cittadina del Piacenza Rugby Club nel 1977 in occasione della prima promozione in serie A.
Dotato di più di 21000 posti a sedere, il Garilli ha ospitato incontri delle nazionali maggiori italiane sia di calcio che di rugby, nonché incontri di club del campionato nazionale di football americano.

## Storia

### Costruzione

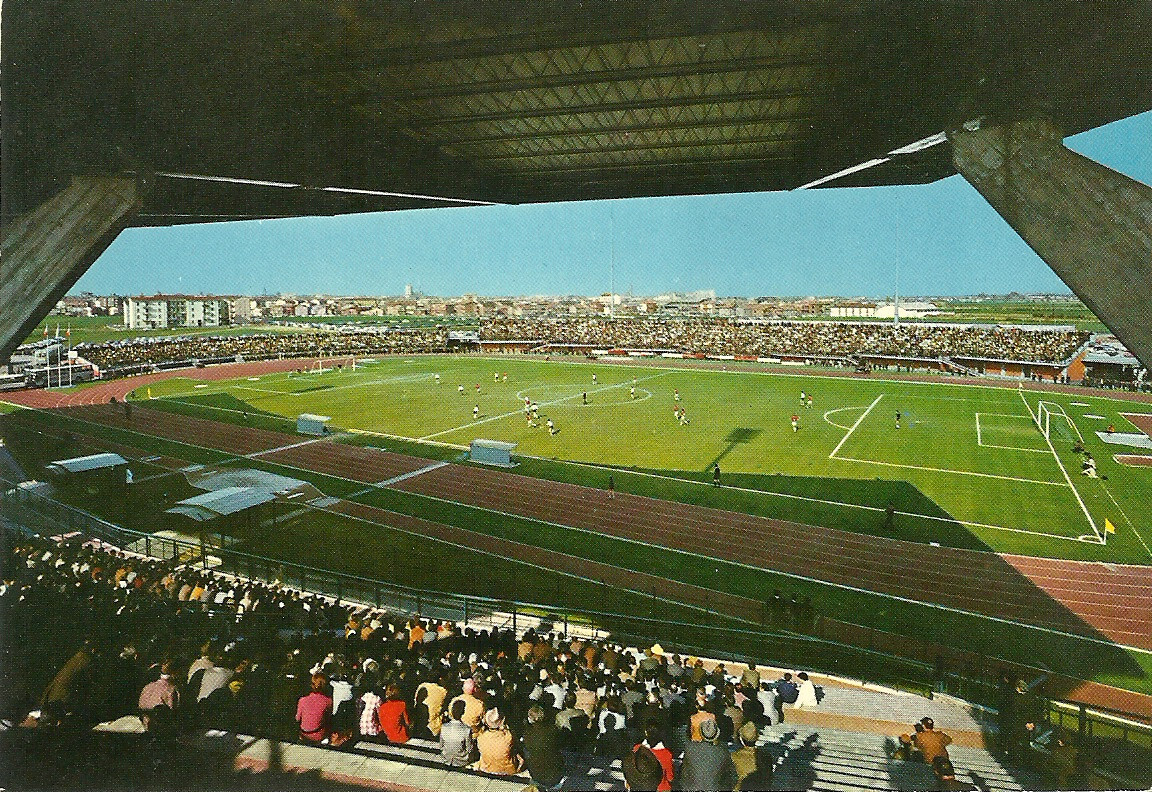
Lo stadio durante ‒ del

L'impianto fu edificato nel 1969 all'indomani della promozione del Piacenza in Serie B per rimpiazzare l'obsoleto stadio a Barriera Genova, troppo vicino al centro cittadino e poco capiente.
Il costruttore Vincenzo Romagnoli, all'epoca presidente del Piacenza, scelse un'area periferica in prossimità del parco della Galleana, sulla quale era prevista un'espansione urbanistica entro pochi anni.
Per la costruzione si utilizzarono elementi prefabbricati per ridurre costi, tempi di lavorazione e permettere l'installazione della pista intorno al campo e dell'impianto di illuminazione, grazie ai quali l'impianto fu idoneo a ospitare riunioni internazionali d'atletica leggera.
La capienza era di circa 15000 spettatori, dei quali 12000 seduti, e il costo fu stimato all'epoca in circa mezzo miliardo di lire.
Il primo incontro ufficiale ivi tenutosi fu il 31 agosto 1969, prima giornata di Coppa Italia, tra Piacenza e Torino, terminata 1-1 con autogoal di Bordignon per i granata e pareggio piacentino di Robbiati.
Il 21 settembre successivo avvenne l'inaugurazione ufficiale vera e propria, in occasione della gara contro il Perugia, prima partita interna di campionato, alla presenza di Franco Evangelisti, all'epoca sottosegretario al turismo e allo spettacolo.
Nel 1977, causa lavori al concittadino stadio Beltrametti, il Galleana ospitò gli incontri interni del Piacenza Rugby Club, neopromosso in serie A.

### Lavori di ampliamento
Dopo la promozione in Serie B al termine del campionato 1986-1987 venne avanzata una prima proposta di ampliamento dello stadio, per portarlo a una capienza di circa 30 000 spettatori; il progetto, tuttavia, non fu realizzato, in quanto sproporzionato all'affluenza media dell'epoca (circa 5 000 spettatori).
Nell'estate del 1990 l'impianto ospitò temporaneamente le gare casalinghe della fase a gironi della Coppa Italia Serie C del Fiorenzuola, società neopromossa in Serie C2 il cui stadio necessitava di lavori per l'omologazione alla nuova categoria.
Nel 1993, dopo la promozione in Serie A del Piacenza, lo stadio fu ampliato passando da 16 000 a circa 21 000 posti, per adeguarsi alla normativa vigente in materia di capienza degli stadi. L'ampliamento fu realizzato sopraelevando il settore chiamato "rettilineo" (tribuna est) con la creazione del settore "distinti", e aggiungendo moduli in tubolare alle due curve.

### Terzo millennio
A seguito dell'approvazione del decreto Pisanu in materia di sicurezza si pose il problema dell'adeguamento dello stadio, privo di impianti di videosorveglianza e di tornelli all'ingresso. Per tali ragioni, nel febbraio 2007 la partita interna contro il Genoa, la prima dopo gli incidenti di Catania, fu disputata a porte chiuse; nei mesi successivi, l'ingresso allo stadio fu possibile solo per gli abbonati, mentre a partire dalla stagione 2007-2008 furono installati i tornelli. A partire dal 2010, per ragioni di sicurezza e contenimento dei costi, la capienza è stata ridotta chiudendo progressivamente alcuni settori (il rettilineo, i distinti fronte tribuna e le parti basse delle curve), con un decremento dapprima a 17 000 spettatori e quindi nel 2011 a circa 10 000 spettatori.
Durante la stagione 2012-2013 lo stadio ha ospitato tra agosto e ottobre le partite interne della Pro Vercelli, neopromossa in Serie B, in attesa dell'adeguamento dello stadio Silvio Piola agli standard del campionato cadetto. Contemporaneamente si disputarono al Garilli anche le partite interne della Lupa Piacenza, formazione di nuova fondazione militante in Eccellenza che si proponeva come erede del fallito Piacenza. Per la stagione 2013-2014 venne riaperto il settore Distinti.
Dal 2014 al 2019 anche il Pro Piacenza, seconda squadra cittadina (precedentemente basata al campo sportivo Gianni Siboni della Besurica, non omologato per il calcio professionistico), giocò le sue partite interne al Garilli, venendone poi sfrattata nella stagione 2018-2019 a seguito di ripetute morosità nella corresponsione dei canoni d'affitto, nel quadro della grave crisi che infine portò il club al fallimento.
Nell'estate del 2019 lo stadio fu oggetto di alcune opere di manutenzione per adeguarsi alla normativa stabilita dalla Lega Pro; tra queste rientrano l'installazione dei seggiolini sulla tribuna e sui distinti, l'ammodernamento dell'impianto di illuminazione e il rifacimento degli spogliatoi della squadra di casa.
Nell'estate 2021 l'impianto disputò alcune partite di football americano: il 16 e 17 luglio 2021 vi si disputarono il Silver Bowl e l'Italian Bowl, rispettivamente finali della Seconda e della Prima Divisione del campionato italiano di football americano. La prima partita vide la vittoria per 41-14 dei Vipers Modena nei confronti dei Giaguari Torino, mentre la seconda vide prevalere i Panthers Parma sui Seamen Milano per 40-34; il 7 agosto 2021 lo stadio avrebbe dovuto essere sede della semifinale del Campionato europeo fra il Blue Team e la Francia, poi annullata a seguito di diversi casi di positività al Covid all'interno della compagine francese.
Tra luglio e agosto 2021 furono effettuati lavori di adeguamento dell’impianto di illuminazione, con incremento dell’illuminamento verticale in funzione delle riprese televisive, nonché di quello orizzontale verso il campo.
Nella stagione 2023-2024 lo stadio ospitatò le partite casalinghe della Feralpisalò, formazione neopromossa in Serie B, impossibilitata a giocare allo stadio Lino Turina essendo questo non conforme agli standard previsti dal campionato cadetto. Nella stagione successiva l'impianto fu invece utilizzato per una partita casalinga della Juve Stabia, anch'essa militante nel torneo cadetto, a causa dell'indisponibilità dello stadio Menti.
Nella primavera 2025 i moduli tubolari in ferro e alluminio che erano stati aggiunti alle curve in corrispondenza della prima promozione in Serie A del Piacenza, da diversi anni non più aperti al pubblico, furono smontati su iniziativa del comune di Piacenza, proprietario della struttura.

## Specifiche dell'impianto
- Dimensioni: 105 × 65 m[30]

Panoramica dello stadio dal settore ospiti nel 2023

- Capienza totale massima: 21 668 posti[30]
- Tribuna: 3 924 posti coperti[30]
- Distinti: 5 946 posti coperti[30]
- Gradinata: 2 984 posti scoperti[30]
- Curva Nord: 3 795 posti scoperti[30]
- Curva Sud Ospiti: 5 409 posti scoperti[30]
- Tribuna stampa: 60 posti[30]
- Livello illuminamento verticale: 1200 lx in direzione della telecamera principale.
- Panchine regolari
- Parcheggi per il pubblico: auto private e bus privati
- Gruppo elettrogeno di emergenza
- Zone esterne ed aree annesse Spazi esterni per il deflusso
- Recinzione esterna
- Area preriscaldamento
- Locali antidoping
- Locale pronto soccorso
- Separazione recinto di gioco: cancellata
- Sala stampa e Interviste
- Segnalazioni acustiche e luminose
- TV a circuito chiuso interno e esterno

## Incontri internazionali di rilievo

### Calcio

#### Incontri della nazionale italiana
Lo stadio Leonardo Garilli è stato sede di un incontro amichevole della nazionale di calcio dell'Italia, disputato il 5 settembre 2001 contro il Marocco e terminato con il punteggio di 1-0 in favore degli Azzurri.

### Rugby a 15
L'impianto ospitò due volte la nazionale: il 18 marzo 1984 in Coppa Europa contro il Marocco, battuto 27-0, e il 7 novembre 1998, con il test match tra Italia e Argentina vinto 23-19 dall'Italia.
| Arbitro: | Matheu |

|                                    |      |  |
| Ghizzoni 55’ Zanon 57’ Screnci 61’ | mt   |  |
| S. Bettarello 55’, 57’, 61’        | tr   |  |
| S. Bettarello 1’, 13’, 30’         | c.p. |  |

| Arbitro: | Chris White |

|                                     |      |                                                  |
| Ale. Moscardi 4’ C. Checchinato 42’ | mt   | 80+1’ tecnica                                    |
| Domínguez 4’, 42’                   | tr   | 10’, 48’, 58’ Quesada 80+1’ J. Fernández Miranda |
| Domínguez 23’, 63’, 79’             | c.p. | 72’ J. Fernández Miranda                         |

## Trasporti
L'impianto è raggiungibile attraverso:
- Auto: tramite la tangenziale di Piacenza, che è a sua volta collegata al casello autostradale di Piacenza Sud, sulle autostrade A1 e A21[30].
- Autobus urbani: tramite la linea 8 del servizio urbano di Piacenza, gestito dalla società SETA, che lo collega con la stazione ferroviaria[34].